# Venus från Grimaldi
Venus från Grimaldi är en venusfigurin från paleolitikum, vilken upptäckts i Italien.
Venus från Grimaldi är 11,5 centimeter hög och snidad i grön täljsten. Den återfanns 1897 av Salomón Reinach i en av Balzi Rossigrottorna i Grimaldi i Ligurien och uppskattas vara omkring 25 000 år gammal.
Figurinen har ett äggformat huvud och en romboid kroppsform. Den finns på Musée d'Archéologie nationale - Château de Saint-Germain-en-Laye i Paris. 